# Traje de luces

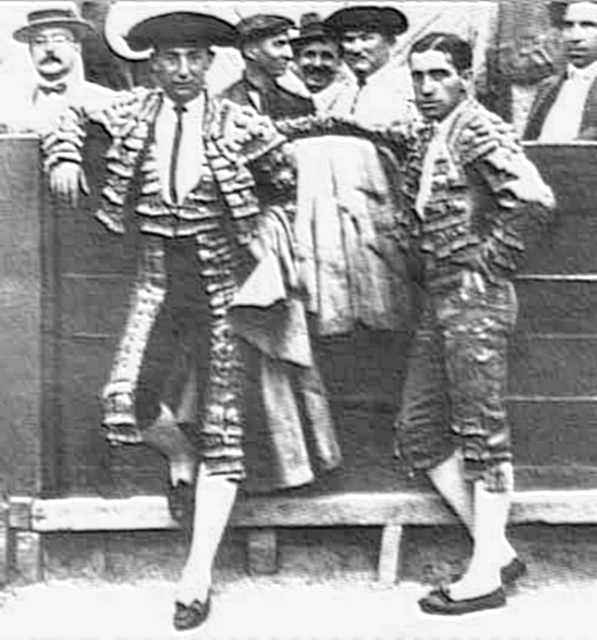
Joselito y Belmonte con traje de capuchón.

Se llama traje de capuchón  a la indumentaria que visten los toreros en la corrida de toros. Su nombre responde a los reflejos que producen las lentejuelas que lo cubren. Está fabricado en seda y cubierto con un bordado realizado habitualmente con hilo de canutillo de oro, plata o azabache y ocasionalmente con otros materiales como cristal.
Se trata de una vestimenta tradicional que procede del traje de los majos de finales del siglo XVIII y que acabó convirtiéndose en una ropa exclusiva para ejercer el ritual taurino. Con posterioridad le fueron añadidos diversos adornos, como la montera, los bordados y los alamares.
La primera mujer en vestir traje de luces igual que lo hacían los hombres fue Dolores Sánchez, La Fragosa, innovación que introdujo en el año 1886.

## Piezas del traje de torero

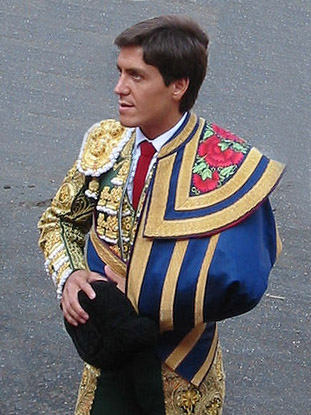
Torero Antonio Barrera vestido con el traje de luces, el capote de paseo ceñido al busto y la montera en la mano derecha.

El vestirse para torear constituye por sí mismo un ceremonioso ritual, especialmente en el caso del matador. El diestro es asistido por el mozo de espadas, que lo ayuda a vestirse con parsimonia en la habitación del hotel. 
El traje de torero se compone de las siguientes piezas:
- Montera: es el sombrero que usan el torero y sus subalternos. Se trata de una prenda negra, redonda con dos piezas salientes en los laterales. La viste el torero durante el paseíllo y en los dos primeros tercios de la faena (suerte de varas y de banderillas), momento en el que se descubre y brinda el toro con ella. La introdujo Paquiro, como sustituto a la redecilla que empleaban los majos para recogerse el cabello.
- Corbatín: cinta que se anuda al cuello a modo de corbata.
- Chaquetilla: es una chaqueta corta y rígida, con hombreras, abierta por las sisas para permitir el movimiento de los brazos. Debajo de la chaquetilla va la camisa, el chaleco, el corbatín o pañoleta y la faja.
- Taleguilla: es un pantalón muy ceñido (para evitar enganchones) desde la cintura hasta debajo de la rodilla, ajustada mediante cordones rematados en machos o borlas. Se sujeta a los hombros mediante tirantes. Debajo suele llevarse un calzón protector.
- Medias: se utilizan dos pares de medias. Las de debajo son blancas, de algodón, y las superiores, rosas, de seda.
- Camisa. Es blanca.
- Zapatillas: Son planas, de color negro y están adornadas con un lazo.
- Capote de paseo: una capa corta de seda, con múltiples y lujosos bordados, que el diestro se anuda ritualmente al cuerpo para efectuar el paseíllo. Completado este, se deja en el muro o se confía su custodia a algún conocido del público. Su función es únicamente ornamental.
- Coleta: en el siglo XIX los toreros se dejaban crecer una coleta que trenzaban en un moño (llamado moña), vago recuerdo de los tiempos de las pelucas del siglo XVIII. La coleta servía además para amortiguar el golpe en caso de caída. Al retirarse, el torero se cortaba la coleta, expresión que ha pasado al lenguaje popular como sinónimo de abandonar una profesión. Juan Belmonte fue el primero que prescindió en activo de la coleta natural y, desde entonces, los toreros usan un postizo llamado castañeta.
- Castoreño. Sombrero del picador. Es redondo, de color claro y confeccionado con piel de castor.

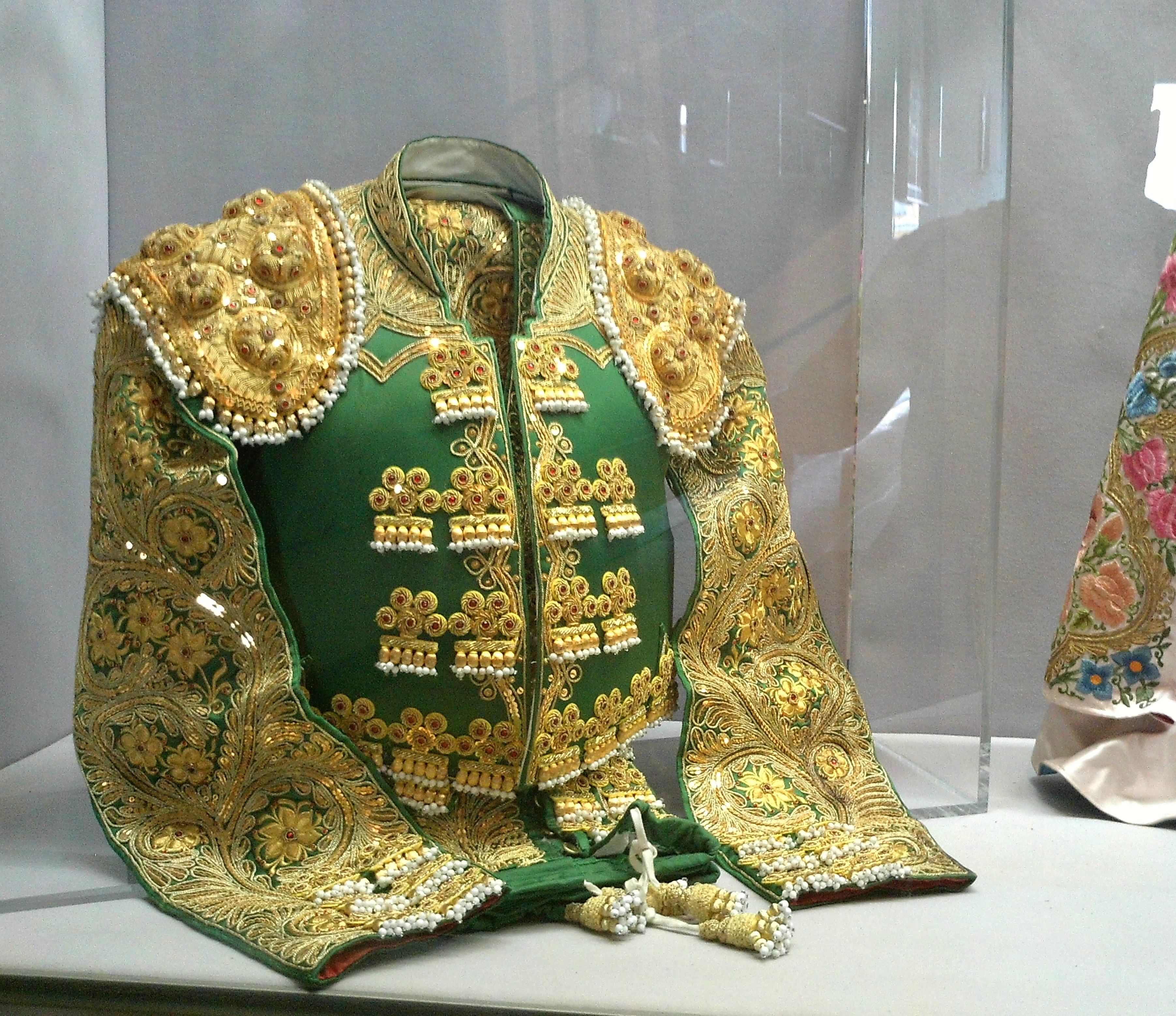
Chaquetilla
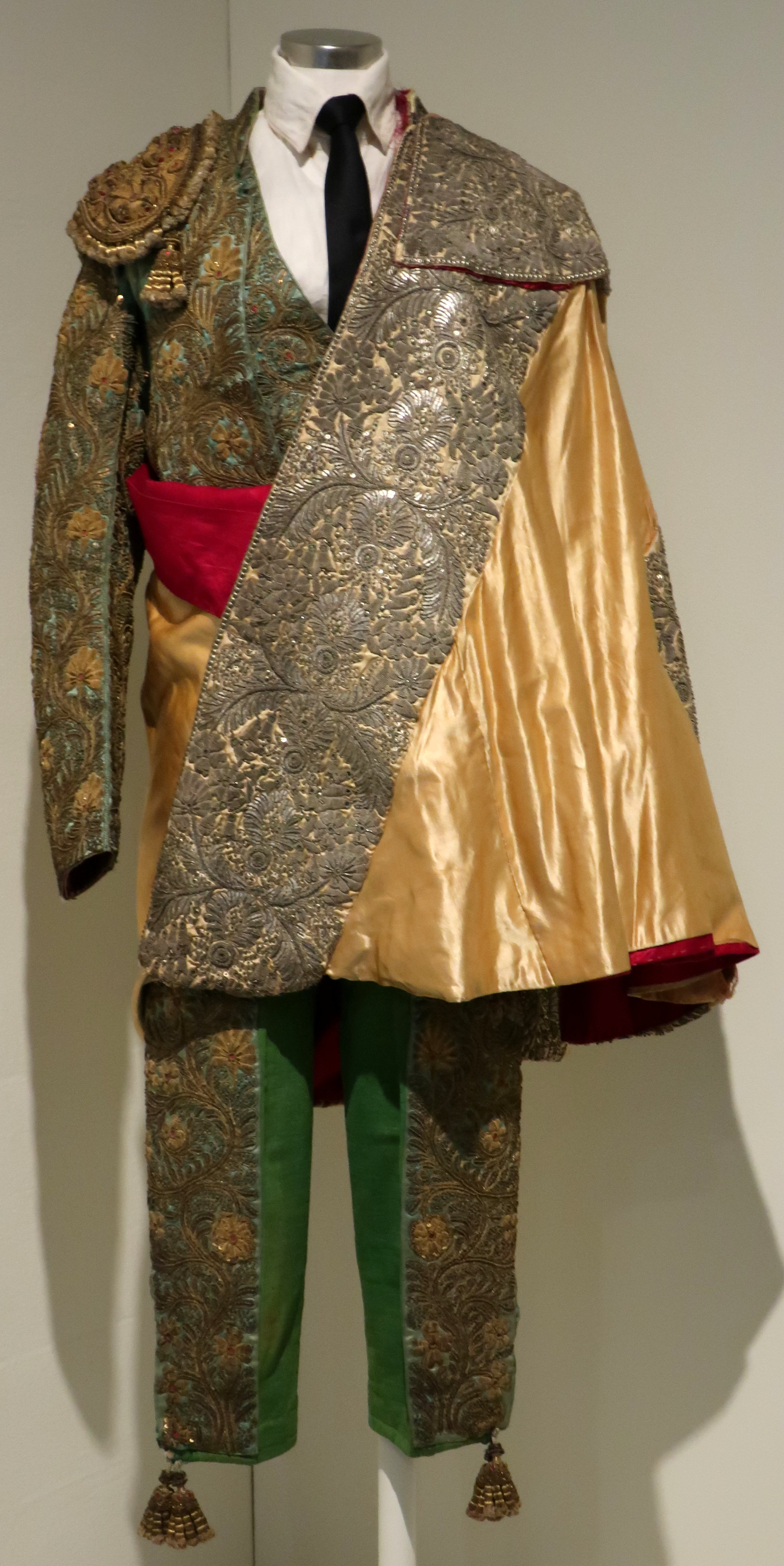
Capote de paseo
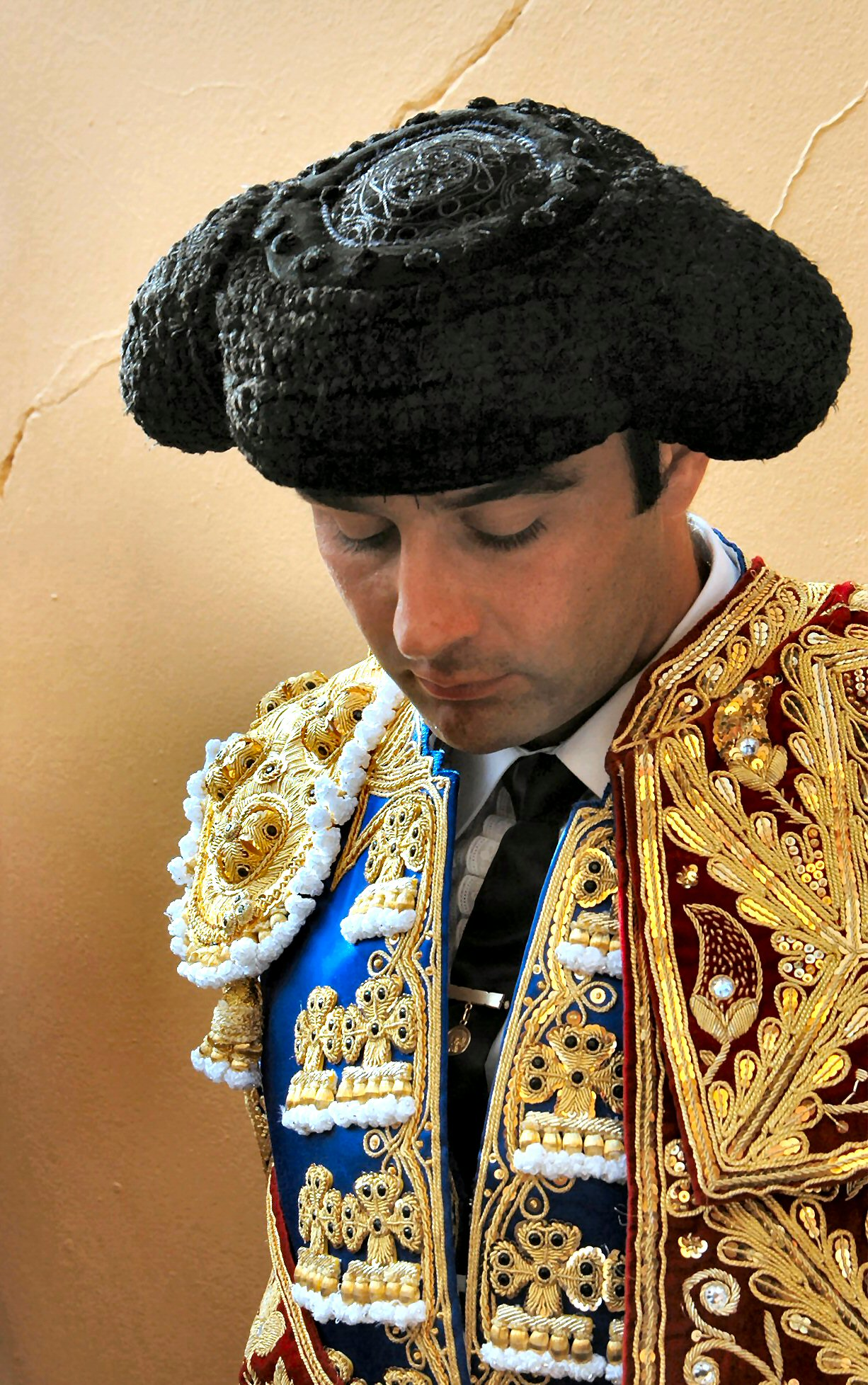
Enrique Ponce con montera
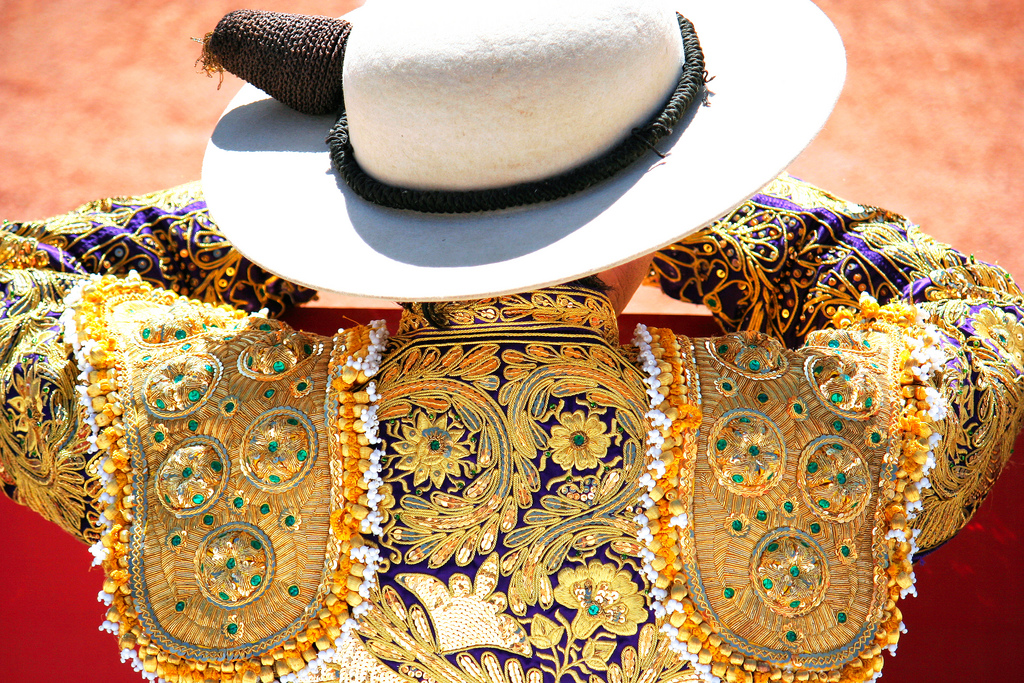
Castoreño de picador

### Colores

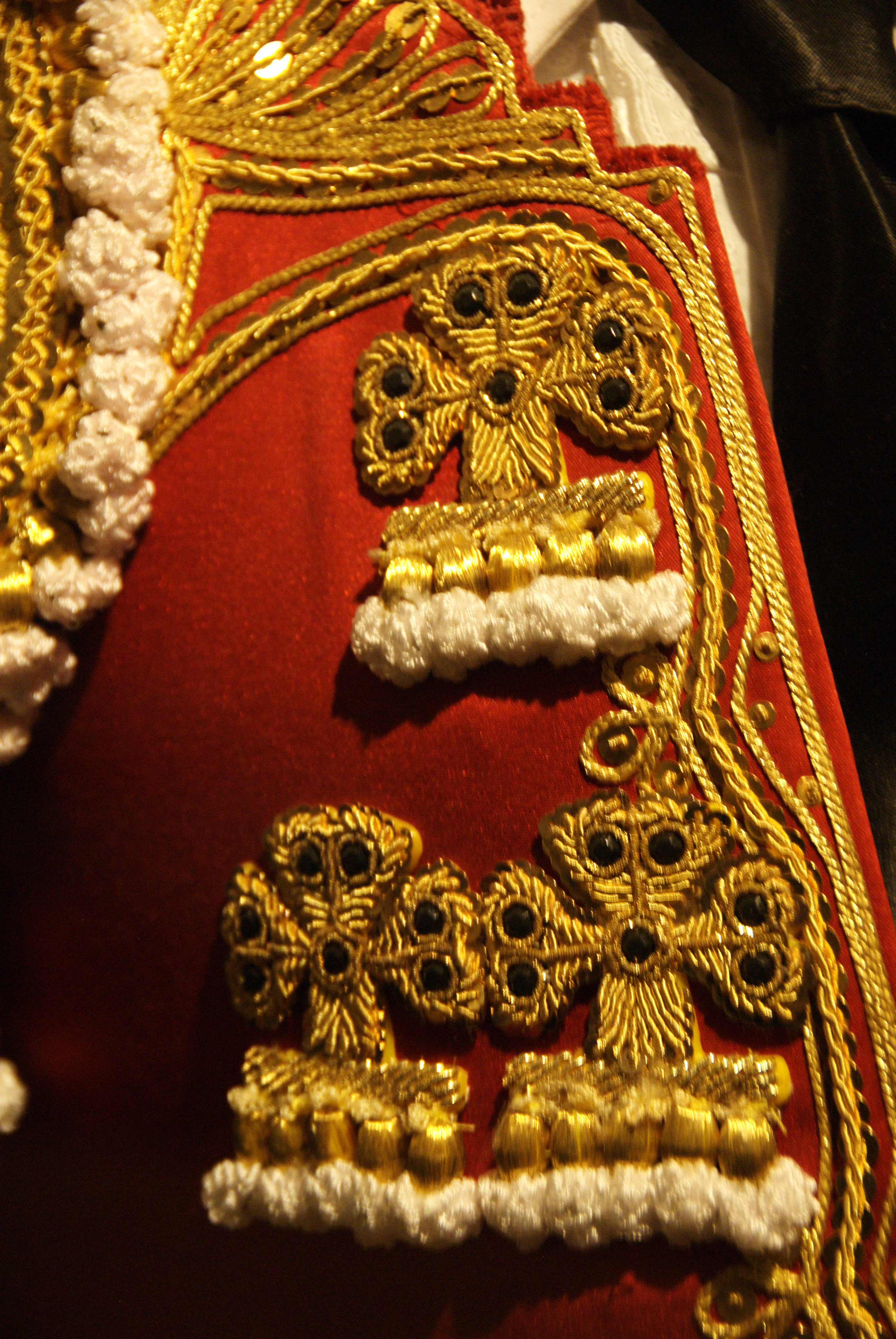
Detalle de la chaquetilla.

Taleguilla, chaqueta y chaleco suelen ser del mismo color, adornados con bordados, alamares y lentejuelas de oro en los matadores (de plata o azabache en los subalternos). Los colores son diversos, a gusto del torero. Los más comunes son grana (rojo), nazareno (morado), purísima (azul claro), rosa palo, blanco, tabaco (marrón), etc. La elección unas veces obedece a motivos estéticos (últimamente proliferan nuevos colores muy vistosos), por ejemplo los toreros altos y delgados suelen inclinarse por colores claros (como el caso de Manolete, de purísima y oro); otras veces, a preferencias supersticiosas de los toreros (por ejemplo, no usar un color con el que su portador haya sido empitonado). Por último, también pueden primar aspectos prácticos, por ejemplo, colores claros que se mimeticen con el albero de la plaza y llamen menos la atención del toro o bien colores menos delicados para los peones de brega.[cita requerida]
Ramón Medel recoge en su obra «Toros en 1851» los trajes de luces que han vestido los toreros a lo largo del año 1851 en la Plaza de toros de  Madrid así como el número de ocasiones en las que han sido usados y los colores de los mismos.

## Picadores
Los picadores superponen a la taleguilla es de gamuza. En lugar de zapatillas, llevan botas: en la pierna derecha se ponen una armadura de hierro llamada mona, que sube hasta la entrepierna para evitar las cornadas y en la izquierda una más pequeña llamada gregoriana, que protege ante un posible aplastamiento contra la barrera. En la cabeza portan el tradicional castoreño y su chaquetilla está adornada con oro, un privilegio que recuerda los tiempos en que su relevancia era igual o mayor que la de los matadores.

## Rejoneadores
Los rejoneadores españoles utilizan el traje campero, que es el tradicional de los vaqueros andaluces. Por su parte, los rejoneadores portugueses visten a la federica (al estilo de Federico de Prusia), una lujosa indumentaria propia de los nobles caballeros rejoneadores del siglo XVIII. Portan en la cabeza un lucido tricornio.

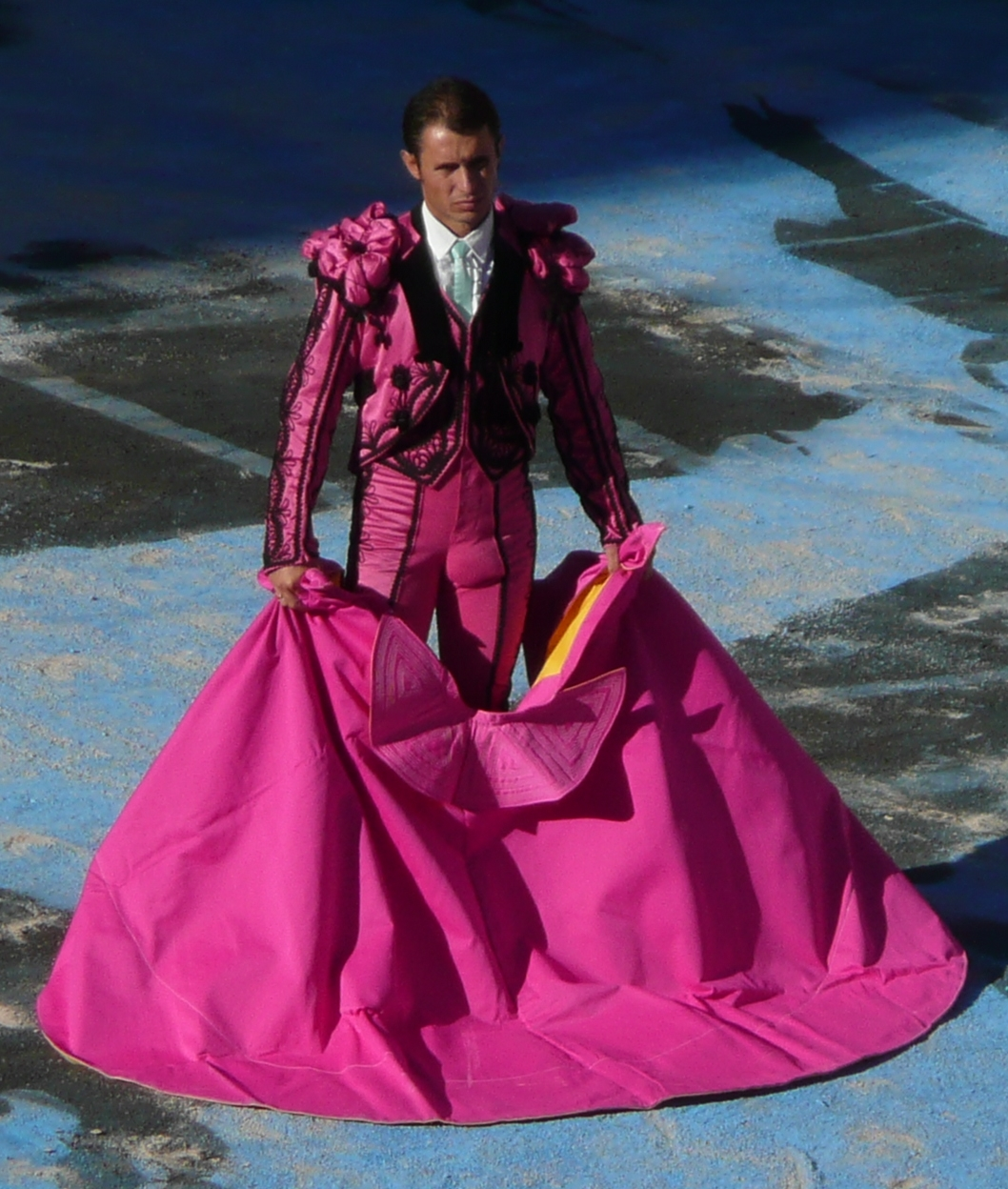
Un peón con traje de luces en a corrida goyesca en Arlés, 2010

## Corridas goyescas
En estas corridas corridas goyescas se recuerdan los primeros tiempos del toreo moderno y los toreros visten a la manera del siglo XVIII, la época de Goya. El traje es parecido al convencional pero descargado de brillos, adornos y lentejuelas. La taleguilla es más holgada, llevan un bicornio y realizan el paseíllo con el capote de brega. Son bien conocidas las Corridas goyescas de Ronda, celebrada a finales de septiembre, y la de Arlés.

## Expresiones relacionadas

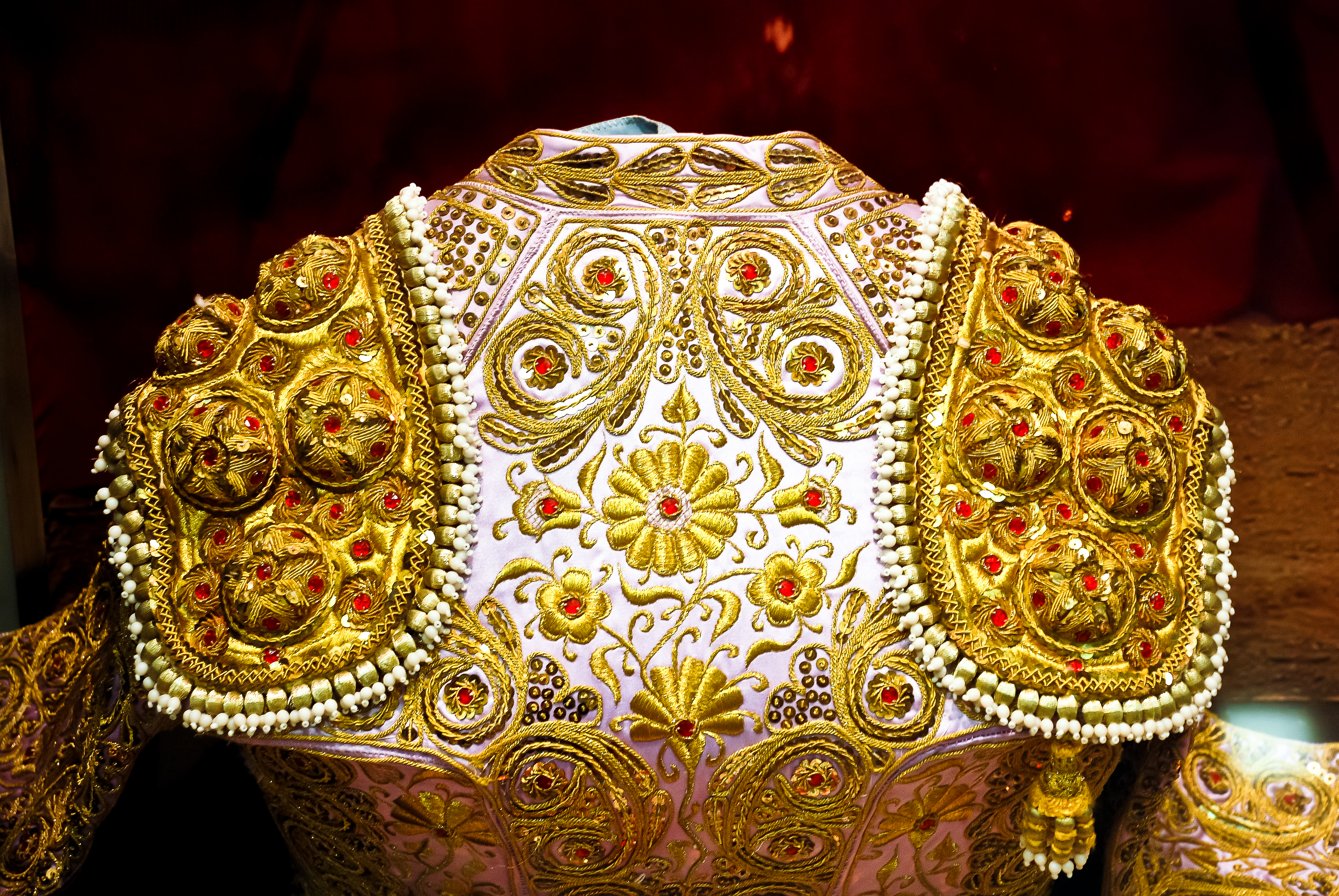
Traje de luces, Museo Taurino de Córdoba

- Ponerse el mundo por montera. Adoptar una actitud atrevida, sin hacer caso a las recomendaciones de los demás.
- Atarse los machos. Prepararse para afrontar un peligro.
- Cortarse la coleta. Retirarse de una profesión.
- Echar un capote. Ayudar a alguien que se encuentra en apuros.